# Кнезе
Кнезе (нем. Kneese) — община (коммуна) на севере Германии, в земле Мекленбург-Передняя Померания.
Входит в состав района Северо-Западный Мекленбург. Подчиняется управлению Гадебуш. Население составляет 319 человек (на 31 декабря 2013 года). Занимает площадь 15,89 км².
В состав общины входят 4 населённых пункта: Кнезе, Кнезе-Дорф, Дуцов и Зандфельд.
Ранее населённый пункт Кнезе входил в состав ГДР и располагался у границы с ФРГ.